# 朱倪𤇼
真寧恭簡王朱倪𤇼（16世紀—1577年），明朝慶藩第六代真寧王，真寧安惠王朱鼒㮿的嫡長子。

## 生平
朱倪𤇼初封真寧長子。嘉靖三十一年（1552年）八月，真寧安惠王朱鼒㮿去世。嘉靖三十三年（1554年）四月，朱倪𤇼襲封真寧王。
萬曆五年（1577年），朱倪𤇼去世，諡號恭簡。因其無子，真寧王的封爵被廢除。

## 家庭

### 妻
- 王氏，初冊為真寧長子夫人，嘉靖三十三年（1554年）四月冊為真寧王妃[2]。